# Niponius furcatus
Niponius furcatus är en skalbaggsart som beskrevs av Lewis 1885. Niponius furcatus ingår i släktet Niponius och familjen stumpbaggar. Inga underarter finns listade i Catalogue of Life.